# Дементівка
Деме́нтівка — село в Україні, у Захарівській селищній громаді Роздільнянського району Одеської області. Населення становить 93 осіб.
До 17 липня 2020 року було підпорядковане Захарівському району, який був ліквідований.

## Населення
Згідно з переписом 1989 року населення села становило 116 осіб, з яких 50 чоловіків та 66 жінок.
За переписом населення 2001 року в селі мешкало 89 осіб.

### Мова
Розподіл населення за рідною мовою за даними перепису 2001 року:
| Мова       | Відсоток |
| ---------- | -------- |
| українська | 88,17 %  |
| молдовська | 11,83 %  |